# Žarko
Žarko (kyrillisch: Жарко) ist ein südslawischer männlicher Vorname, der überwiegend in den Staaten des früheren Jugoslawiens verbreitet ist.

## Herkunft
Der Name Žarko kommt von dem südslawischen Wort žar (Glut).

## Namensträger
- Žarko Zrenjanin (1902–1942), jugoslawischer Politiker und Widerstandskämpfer
- Žarko Radić (* 1932), deutscher Künstler
- Žarko Dolinar (1920–2003), jugoslawischer Tischtennisspieler
- Žarko Nikolić (1936–2011), jugoslawischer Fußballspieler
- Žarko Paspalj (* 1966), serbischer Basketballspieler
- Žarko Petan (1929–2014), slowenischer Schriftsteller
- Žarko Puhovski (* 1946), Professor für Politische Philosophie an der Universität Zagreb
- Žarko Šešum (* 1986), serbischer Handballspieler
- Žarko Tomašević (* 1990), montenegrinischer Fußballspieler